# Bernhard Marsch

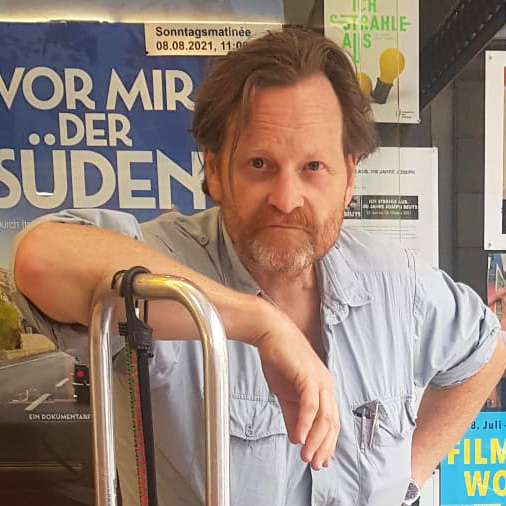
Bernhard Marsch (2021)

Bernhard Jürgen Marsch (* 15. April 1962 in Hennef; † 15. Juni 2025 in Köln) war ein deutscher Filmemacher, Drehbuchautor, Filmproduzent und Schauspieler. Als Filmemacher war er mit der Kölner Gruppe verbunden, als Kinomacher vor allem mit dem von ihm mitgegründeten Filmclub 813.

## Leben
Nach seinem Abitur 1981 leistete er bis 1983 seinen Zivildienst als Rettungssanitäter auf der Feuer- und Rettungswache Siegburg ab. Anschließend hospitierte er in den Lokalredaktionen des Kölner Stadt-Anzeiger (als Rhein-Sieg-Anzeiger) und des General-Anzeiger (Bonn) in Siegburg um erste Erfahrungen als Journalist und Lokalreporter zu sammeln. 1983 begann er in Köln ein Studium der Volkswirtschaft. Nach erfolgreich bestandener Zwischenprüfung entschied er sich für eine Tätigkeit beim Kino. Ende 1985 wurde er Mitglied im Kölner Filmhaus, wo er im Folgejahr seinen ersten Kurzfilm Kölner Bewegungen realisierte. Aus der Bekanntschaft mit Rainer Knepperges im Jahre 1987 entstand der Film Marsch & Knepperges zeigen. 1990 war Marsch Gründungsmitglied des Kölner Filmclub 813 und gehörte zur Kölner Gruppe, einem losen Zusammenschluss von Kölner Filmemachern, der weniger durch gezielte Zusammenarbeit, als durch die einzelnen Filme aller – im Zusammenhang gesehen – definiert ist. Zusätzlich stand er als Darsteller und Schauspieler ab Mitte der 1980er Jahre in Kurz- und Langfilmen für Kino und Fernsehen vor der Kamera. Zudem war er Mitglied bei Köln im Film.
Zeitweilig tourte er mit seinem Kurzfilmprogramm Olle Kamellen – 20 Jahre Kurzfilme von und mit Bernhard Marsch durch Deutschland. Dieses Kurzfilmprogramm wurde 2010 erweitert und unter dem neuen Titel Wovor uns unsere Eltern immer gewarnt haben! bis 2019 weitergeführt und u. a. auch in Lincoln, Nebraska, USA am 12. und 13. April, 2014 im Mary Riepma Ross Media Arts Center gezeigt. Sein surrealistisches Werk Amigo a Gogo soll eine Hommage an Salvador Dalí und Luis Buñuels Film Ein andalusischer Hund darstellen. 2009 trat er als Stand-Up Comedian Neo Dampf im Programm Festival vom unsichtbaren Menschen auf der Theaterbühne der Münchener Kammerspiele auf. 2013 war er in der Folge Die chinesische Prinzessin der Fernsehreihe Tatort zu sehen. 2023 war Marsch als Zuhörer einer Lesung in Ingeborg Bachmann – Reise in die Wüste zu sehen.
Marsch kam Mitte Juni 2025 in der Kölner Südstadt bei einem Straßenbahnunfall ums Leben, während er mit dem Fahrrad auf dem Weg zum Filmclub 813 war. Der Filmkritiker Lukas Foerster würdigte ihn in einem Nachruf: „Als Kinomacher, Kinogänger und Filmsammler gehörte Bernhards Herz den Außenseitern und Querschlägern vor allem des deutschen und europäischen Kinos der 1960er und 1970er Jahre. Filmen, denen es im Korsett der klassischen Form zu eng geworden war, die aber auch keine Anstalten machten, sich die neuen, jetzt eher intellektuellen und moralischen Korsette des Autorenkinos anzulegen. Filme von Leuten wie Klaus Lemke, May Spils und Werner Enke, Roger Fritz, auch sie alle, wie Bernhard selbst, Freibeuter des Kinos.“

## Filme als Regisseur/Produzent (Auszug)
- 1986: Kölner Bewegungen (Regie/Produzent/Kamera/Schnitt/Titelkamera/Titel)
- 1987/1988: Menschen im Hof (Co-Regie/Produzent/Darsteller/Kostüm/Szenenbild)
- 1987/1988: Jener in Paradies aka Danger in Paradise (Co-Autor/Co-Regie/Produzent/Darsteller/Kostüm/Szenenbild)
- 1987/1991: Marsch & Knepperges zeigen. (Co-Autor/Co-Regie/Co-Produzent/Cameo/Titelkamera)
- 1991: Bernard, Rainer et Christine vont en Bateau (Co-Regie/Co-Kamera/Darsteller)
- 1991: Out of Time (Autor/Regie/Produzent/Kamera)
- 1992: Hunger (Co-Autor/Co-Regie/Produzent/Darsteller/Kamera)
- 1992: Nothing Compares to You (Autor/Co-Regie/Co-Produzent/Darsteller/Kamera/Schnitt)
- 1992/1993: Junge Hunde (Autor/Regie/Produzent/Darsteller/Schnitt/Kostüm)
- 1995: Halleluja (Autor/Regie/Produzent/Darsteller/Kostüm/Szenenbild)
- 1996: Verlangen (Autor/Regie/Produzent/Darsteller)
- 1996: 8 Essen III (Co-Autor/Co-Regie/Co-Produzent/Darsteller)
- 1997: Liebe ist Geschmackssache (Regie/Co-Autor/Co-Produzent/Kostüm)
- 1997: Ikarus (Autor/Regie/Produzent/Darsteller/Kamera)
- 1998: Möller 3000 (Co-Regie/Produzent/Cameo/Kamera)
- 1998: Annahmeschluss (Autor/Regie/Produzent/Kamera)
- 1998/2001: Bazooka Cain (Autor/Regie/Produzent/Kostüm/Szenenbild)
- 2000/2001: Mauerblümchen (Autor/Regie/Co-Produzent/Kamera/Kostüm/Szenenbild)
- 2000: Mama Guitar (Autor/Regie/Produzent/Kamera/Szenenbild) unvollendet
- 2001: Behindert – na und! (Co-Autor/Co-Regie/Kamera/Kostüm/Szenenbild)
- 2001/2004: Wohnhaft (Autor/Regie/Produzent/Darsteller)
- 2001/2005: Wohnhaft (Autor/Regie/Produzent/Darsteller) director's cut
- 2003/2021: ENKE - Ausgebufft und Abgelatscht (Regie/Darsteller; uncredited)
- 2004: Tatort – Sechs zum Essen (Darsteller)
- 2006/2008: Amigo a Gogo (Autor/Regie/Produzent/Kostüm/Szenenbild/Titelkamera)
- 2006/2009: Nackt am See (Autor/Regie/Produzent/Darsteller/Kostüm/Szenenbild)
- 2008/2013: Café Kontakt (Autor/Regie/Produzent/Darsteller/Szenenbild)
- 2021–2022: Marran Gosov Dokumentarfilm (Konzept/Regie/Produzent/Mitwirkung) unvollendet